# Приливный остров
Приливный остров — часть суши, соединённая с большой землёй перемычкой естественного или искусственного происхождения, которая обнажается при отливе и скрывается под водой во время прилива. Это придавало таким островам некий мистический ореол, поэтому многие из них были местами религиозного почитания, как, например, Мон-Сен-Мишель с его бенедиктинским аббатством. Также на приливных островах ввиду их обороноспособности часто строились крепости.
Бывший приливный остров Беннелонг в Сиднее, Австралия, ныне превращён в мыс, на котором расположен Сиднейский оперный театр.
Есть 43 приливных острова, которые соединены непосредственно с Великобританией. Они были детально описаны Питером Катоном в его книге «No Boat Required». Катон — первый человек, посетивший все эти 43 острова.

## Список приливных островов
Здесь приведены некоторые приливные острова.

### Приливные острова в России
Приливные острова есть на восточном побережье России, в частности, в Охотском море, где наблюдаются самые высокие, до 13 метров, приливы.
- Вдовушка — остров в Тауйской губе, Охотское море
- Два Брата — остров вблизи Дальнегорска, Японское море
- Три Брата — острова в Тауйской губе, Охотское море
- Умара — остров в Тауйской губе, Охотское море

### Азия

#### Южная Корея
- Чиндо — третий по величине остров и одноименный уезд на юго-востоке Южной Кореи

### Европа

#### Великобритания
- Барри-Холмс — остров у полуострова Гауэр, Уэльс
- Бро-оф-Берсей[англ.] — остров в составе Оркнейских островов, Шотландия
- Боро[англ.] — остров в Девоне, Англия
- Балешер — остров в составе Внешних Гебрид, Шотландия
- Гаг[англ.] — остров в архипелаге Силли, Англия
- Даваар — остров вблизи Кэмпбелтауна на полуострове Кинтайр, Шотландия
- Инис-Лландуйн — остров на севере Англси, Уэльс
- Крамонд — остров в Эдинбурге, Шотландия
- Линдисфарн — остров в Нортумберленде, Англия
- Норти[англ.] — остров в Эссексе, Англия
- Оронсей — остров в составе Внутренних Гебрид, Шотландия
- Оси[англ.] — остров в Эссексе, Англия
- Остров Святой Екатерины[англ.] в Пембрукшире, Уэльс
- Остров Святой Марии[англ.] в Северном Тайнсайде, Англия
- Раф[англ.] — остров в Дамфрис-энд-Галловей, Шотландия
- Салли[англ.] — остров в Вейл-оф-Гламорган, Уэльс
- Сент Майклз Маунт — остров в Корнуолле, Англия
- Хилбри — остров в эстуарии реки Ди у полуострова Виррел[англ.], Мерсисайд, Англия
- Шапель-Айленд[англ.] — остров в Камбрии, Англия
- Шелл-Айленд[англ.] — остров в Гуинете, Уэльс
- Шип-Айленд[англ.] — остров в Камбрии, Англия
- Эррейд — отделен от острова Малл, Шотландия

#### Дания
- Маннё — остров на западном побережье Дании.

#### Ирландия
- Омей[англ.] — остров в Коннемаре, Голуэй, Коннахт

#### Нормандские острова
- Лиху — остров в составе Гернси

#### Франция
- Мон-Сен-Мишель — остров у побережья Нормандии
- Нуармутье — остров в составе департамента Вандея, Земли Луары
- Томбелен — остров у побережья Нормандии

### Северная Америка

#### Канада
- Министерс-Айленд[англ.] — остров в Нью-Брансуике

#### США
- Баттери-Пойнт-Лайт[англ.] — маленький островок с маяком в Калифорнии
- Дуглас-Айленд — остров на Аляске
- Кана-Айленд[англ.] — остров с маяком Кана-Айленд-Лайт[англ.], Висконсин
- Хай-Айленд[англ.] — остров в Нью-Йорке

### Океания

#### Австралия
- Пингвиний[англ.] остров в морском заповеднике Shoalwater Islands

#### Новая Зеландия
- Матакана — остров в гавани Тауранга